# Стамбено-пословни блок Пролеће
Стамбено-пословни блок Пролеће изграђен је 1970. године у Чачку по пројекту архитекте Михајла Митровића.

## Архитектура
Овај објекат чини упечатљива синтеза бетона и опеке. Објекат се својим нижим, пословним делом, надовезује на стару архитектуру Аћимовића куће са почетка 20. века, и тиме постиже спајање старе и нове архитектура. У књизи Ивана Штрауса Архитектура Југославије 1945—1990, комплекс Пролеће је уврштен међу четири најзначајнија објекта стамбене архитектуре, а налази се и у француском издању Ларусове енциклопедије.